# Saint-Jacques (Edmundston)
Pour les articles homonymes, voir Saint-Jacques.
Le village de Saint-Jacques est un ancien village du Nouveau-Brunswick, aujourd'hui rattaché à la cité d'Edmundston.

## Histoire
Un hameau du nom de Silverstream est fondé entre 1834 et 1839 par des immigrants irlandais ayant pour la plupart transités par le Québec. Les concessions sont officialisées en 1848 mais la plupart des résidents quittent la région.
Le village de Saint-Jacques, dissous le 25 mai 1998 par l'application de la Loi de 1998 sur Edmundston, fait maintenant partie de la cité d'Edmundston. Le quartier 5, qui garde le nom de Saint-Jacques, a aussi vu entrer avec lui dans le nouveau Edmundston l'ancienne ville de Saint-Basile et l'ancien village de Verret. Saint-Jacques est l'une des localités organisatrices du Ve Congrès mondial acadien en 2014.

## Divers
C'est dans les limites de Saint-Jacques que se trouve le Jardin botanique du Nouveau-Brunswick, d'une superficie de plus de sept hectares.